# Paddy Barnes
Paddy Barnes (n. 9 aprilie 1987, Belfast, Irlanda de Nord, Regatul Unit) este un boxer britanic, medaliat olimpic. A participat la trei ediții ale Jocurilor Olimpice (2008, 2012, 2016) în care a câștigat două medalii de bronz.